# Noah Hegge
Noah Hegge (* 15. März 1999 in Mammendorf) ist ein deutscher Kanute.

## Karriere
Noah Hegge erzielte bereits im Juniorenbereich zahlreiche Erfolge, insbesondere mit der Mannschaft im Einer-Kajak. 2016 wurde er mit dieser Junioren-Europameister und Vizeweltmeister, im Jahr darauf belegte er bei den Europameisterschaften mit der Mannschaft Rang drei, während ihm diesmal bei den Weltmeisterschaften der Titelgewinn gelang. 2020 folgte mit der Mannschaft der Gewinn des Europameistertitels bei den U23-Junioren, 2021 belegte er mit der Mannschaft Rang drei bei den U23-Weltmeisterschaften. 2018 wurde Hegge, der Mitglied bei Kanu Schwaben Augsburg ist, Mitglied der Sportfördergruppe der Bundeswehr.
Im Erwachsenenbereich gelang Hegge der internationale Durchbruch im Jahr 2022. Mit der Mannschaft im Einer-Kajak, die neben ihm selbst noch aus Hannes Aigner und Stefan Hengst bestand, gewann er zunächst bei den Europameisterschaften in Liptovský Mikuláš die Bronzemedaille. Zwei Monate später wurde Hegge mit Aigner und Hengst im heimischen Augsburg bei den Weltmeisterschaften im Augsburger Eiskanal Weltmeister. Hegge stand im deutschen Kader bei den Europaspielen 2023 in Krakau. Während er im Einer-Kajak im Halbfinale ausschied, belegte er mit der Mannschaft Rang sechs. Bei der nationalen Qualifikation für die Olympischen Spiele 2024 in Paris, bei denen Deutschland bereits einen Quotenplatz im Kajak sicher hatte, setzte sich Hegge knapp gegen seine Mannschaftskameraden Aigner und Hengst durch. Im Slalom im Einer-Kajak erreichte Hegge das Finale, das er auf dem neunten Platz abschloss. Noch erfolgreicher verlief der Wettkampf im Kajak-Cross: Hegge gewann seine beiden Vorläufe, sein Viertelfinale und auch sein Halbfinale. Im Finaldurchgang musste er sich letztlich dem Neuseeländer Finn Butcher sowie dem Briten Joseph Clarke geschlagen geben, ließ dafür aber Lukáš Rohan aus Tschechien hinter sich und gewann damit die Bronzemedaille. Bei den Europameisterschaften 2025 in Vaires-sur-Marne gelang ihm mit der Mannschaft im Einer-Kajak der Titelgewinn.
Hegge ist gelernter Konditor.